# Archiearis puella
Archiearis puella là một loài bướm đêm trong họ Geometridae.